# Walther P99
La pistola Walther P99 è la più recente ed innovativa tra le armi corte della casa tedesca di Ulm. Il progetto è nato nel 1994 e l'arma è stata immessa nel mercato nel 1996.

## Caratteristiche

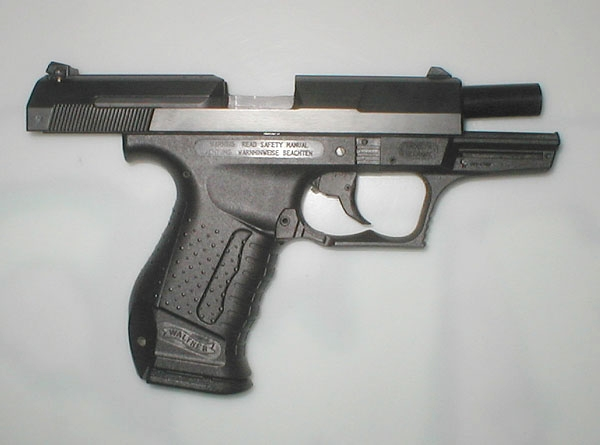
P99 con carrello bloccato e/o arma scarica

La principale caratteristica è quella del fusto in tecnopolimero, mentre il carrello è completamente in acciaio. Viene prodotta in calibro 9x19 o 9 × 21 mm IMI e .40 SW, con caricatori bifilari rispettivamente da 16 e 12 cartucce.
Pur essendo una "full size" l'arma è molto compatta, leggera (il peso varia da 630 a 655 grammi scarica, secondo il calibro) e sottile (solo 29 mm di spessore), grazie, oltre al fusto in tecnopolimero, anche allo sgancio ambidestro del caricatore tramite due levette allineate al ponticello del grilletto, al percussore lanciato (per cui non vi è il cane), sganciabile tramite un pulsante posizionato in linea con il carrello, non sporgente e azionabile con un semplice movimento del pollice (unica difficoltà per i mancini). In questa condizione l'arma può essere portata con il colpo in canna in relativa sicurezza; non è visibile il classico punto rosso sporgente del percussore (tastabile anche al buio), ma la sicura interna impedisce di sparare immediatamente: al primo sparo si riarma il percussore con una trazione del grilletto completa di 14 mm. Dopodiché si passa dalla doppia alla singola azione, con corsa del grilletto uguale ma "alleggerita" fino agli ultimi 5 mm che, da quel punto, richiede una pressione maggiore. Con il colpo in canna il percussore si può anche velocemente riarmare, e torna ad essere visibile e sporgente, con una trazione del carrello di circa 10 mm.
La polizia tedesca ha in dotazione una particolare fondina che permette il riarmo rapido prima dell'estrazione dell'arma: in pratica il peso della mano che si appoggia sulla pistola provoca un piccolo avanzamento del carrello sufficiente al riarmo.
Anche se la finestra d'espulsione è centrale, non classicamente laterale (forse rievocando l'antenata Luger) il bossolo viene spinto a destra dall'unghia d'estrazione; comunque questa scelta tecnica e l'assenza di sicure, leve e chiavistelli "tradizionali" contribuisce a ridurre la sezione e conferisce all'arma un particolare design.
Viene fornita con tacca di mira posteriore regolabile (dx/sx), quattro mirini anteriori di diversa altezza ed impugnatura facilmente adattabile a tutte le mani con tre misure diverse della sezione posteriore. È inoltre predisposta per l'aggancio della torcia per la visione notturna o del mirino a raggio laser.

## Uso
La P99 viene utilizzata da varie polizie tedesche. In Spagna è l'arma d'ordinanza del "Mossos d'Esquadra" la polizia regionale catalana. In Italia viene utilizzata principalmente dalle polizie municipali, per esempio dalle polizie municipali di Bressanone, Brunico, Perugia.

## La P99 nella cultura di massa
- In ambito cinematografico, la P99 è l'arma usata recentemente da James Bond, l'Agente 007, interpretato da Pierce Brosnan e compare anche nel film Casino Royale[2] e Quantum Of Solace con Daniel Craig, anch'esso nei panni di James Bond.
- È la pistola di Jet Black, personaggio dell'anime giapponese Cowboy Bebop
- in ambito videoludico appare nel videogioco "Call of Duty: Modern Warfare 3" e in "GoldenEye 007" per Wii.
- La pistola è presente nel videogioco "ArmA III" chiamata P07.